# گوشه‌گیر گلودارچینی
گوشه‌گیر گلودارچینی (نام علمی: Phaethornis nattereri) نام یک گونه از سرده گوشه‌گیرمرغ‌ها است.